# Graafschap Montbéliard

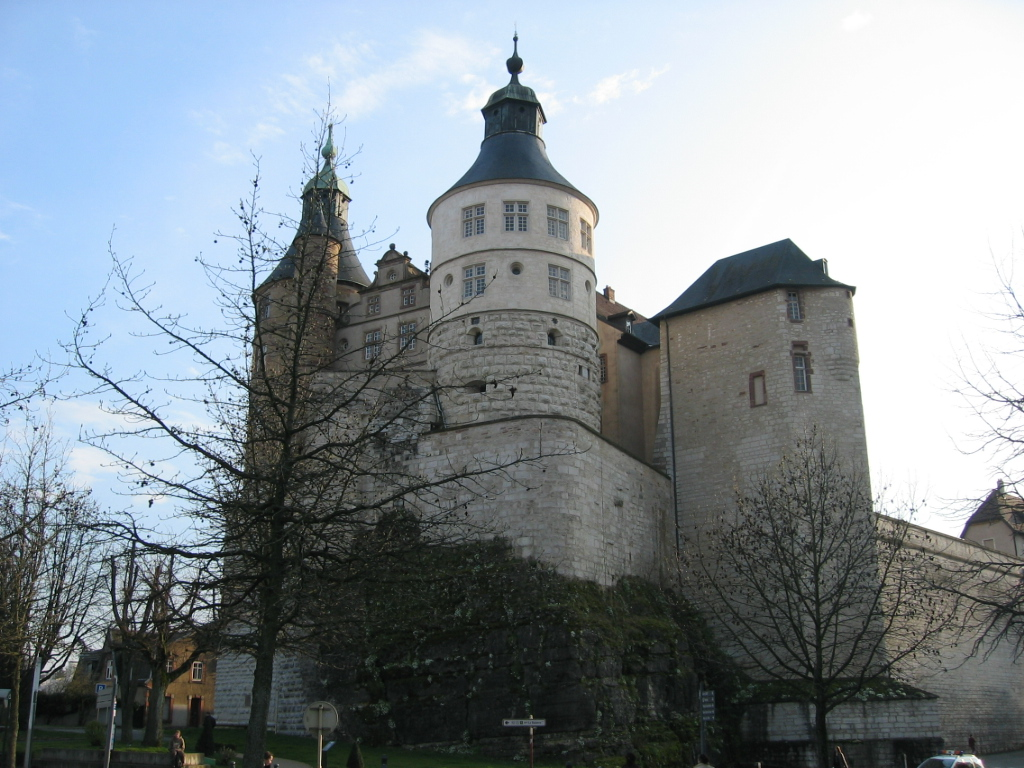
Het kasteel van Montbéliard, of kasteel van de hertogen van Württemberg

Het graafschap Montbéliard (Frans: comté de Montbéliard; Duits: Grafschaft Mömpelgard) was een feodaal graafschap rond de stad Montbéliard in het huidige Franche-Comté binnen het Heilige Roomse Rijk. Het graafschap was niet bij een kreits ingedeeld.

## Vroege geschiedenis tot 1400
De grafelijke rechten lagen in de tiende eeuw waarschijnlijk bij de graven van Mâcon. Lodewijk van Mousson, die gehuwd was met een nicht van koning Rudolf III van Bourgondië, kreeg Montbéliard kort voor 1044 van koning Hendrik III. Als graafschap wordt Montbéliard voor het eerst na 1070 vermeld. Mogelijk is het graafschap ontstaan door het huwelijk van Dirk (overleden 1102), de zoon van Lodewijk van Mousson met Ermentrude, de dochter van graaf Willem van Bourgondië, de erfgename van de grafelijke rechten.
Na de dood van Dirk II in 1162 zonder mannelijke nakomelingen nam kleinzoon Amadeus van Montfaucon (oudere linie) het graafschap in bezit. Dirk III, de grote baron (1222-1282 ) werd in 1255 lid van de Rijnlandse stedenbond en verwierf Porrentruy (Duits: Pruntrut) als leen van het prinsbisdom Bazel. Hij nam het graafschap als leen van koning Rudolf. Sindsdien was het graafschap als rijksleen rijksvrij, terwijl de heerlijkheden Granges, Clerval en Passavant leen waren van het vrijgraafschap Bourgondië (Franche-Comté). Dirk benoemde zijn achterkleindochter Wilhelmina van Neuchâtel en haar man Rainald van Bourgondië tot erfgenaam.
Rainald verleende de stad Montbéliard belangrijke privileges. Zijn pogingen om de leenband met de koning van Duitsland te verbreken werd verhinderd door het verzet van koning Rudolf. Omdat de zoon van Rainald, Othemin (overleden 1332) zwakzinnig was, kwam het graafschap in 1322 aan diens zuster Agnes en haar man Hendrik van Montfaucon (jongere linie). Hendrik werd opgevolgd door zijn zoon Stefan (overleden in 1397). Zijn erfdochter Henriette verloofde zich in 1397 met graaf Everhard IV van Württemberg. Na een regentschap van zijn vader nam hij het bewind in 1400 over.

## Montbéliard in personele unie met Württemberg (1400-1553)
Württemberg bezat sinds 1324 de naburige heerlijkheden Horbourg en Riquewihr. Nadat Montbéliard in 1400 werd verbonden met Württemberg werden deze gebieden meestal samen met Montbéliard bestuurd.
Na de dood van Eberhard in 1419 regeerde zijn weduwe Henriette het land tot haar dood in 1444. Haar zonen Lodewijk I en Ulrich V regeerden daarna tot 1446 gemeenschappelijk, tot Lodewijk het bij loting kreeg toegewezen en Ulrich uitkocht.
In het verdrag van Urach van 1473 werd Montbéliard toegewezen aan graaf Hendrik van Württemberg (overleden in 1519), een jongere zoon van Ulrich V. Deze was echter gedwongen zijn bezittigen in 1482 aan zijn ouder broer Everhard VI van Württemberg-Stuttgart af te staan. Slechts Horbourg en Riquewihr mocht hij behouden. Omdat Hendrik dreigde zijn overgebleven bezittingen aan het keurvorstendom van de Palts te verkopen, de aartsvijand van Württemberg werd hij in 1490 door graaf Everhard V gevangengezet. Hij overleed, krankzinnig verklaard, in 1519 in gevangenschap.
In het Münsinger verdrag van 1482 werd graaf Everhard VI gedwongen Württemberg-Stuttgart aan Everhard V van Württemberg-Urach af te staan, alleen Montbéliard kon hij behouden. In het verdrag werd de ondeelbaarheid van Württemberg vastgelegd. Montbélíard bleef hierbuiten, zodat daar steeds zijlinies gevormd konden worden.
Na de dood in 1496 van graaf Everhard V, sinds 1495 als Everhard I hertog van Württemberg, volgde graaf Everhard VI hem als hertog Everhard II op. Hierdoor werden Württemberg en Montbéliard weer in personele unie verbonden. Hertog Everhard II werd in 1498 door de landdag in samenwerking met Oostenrijk afgezet. Hij werd opgevolgd door de minderjarige Ulrich I, de minderjarige zoon van de gevangenzittende graaf Hendrik. Nadat hij op zestienjarige leeftijd in 1503 zelfstandig was verklaard, kon hij de regering overnemen. Nadat hertog Ulrich I in 1519 door de Zwabische Bond uit Württemberg was verdreven en door de keizer als hertog afgezet, bleef hem Montbéliard over als bezit. Hij verbleef hier tot 1526, waarna hij actief werd om Württemberg terug te krijgen. Om niet het risico te lopen ook Montbéliard te verliezen, droeg hij het graafschap over aan zijn halfbroer George. In 1534 verkocht hij het graafschap zelfs aan Frankrijk, maar toe hij in hetzelfde jaar weer hertog van Württemberg werd, werd de verkoop geannuleerd. George was daarna van 1535 tot 1542 stadhouder in het graafschap. In 1542 stelde hertog Ulrich zijn zoon Christoffel aan als stadhouder aan. Nadat Christoffel in 1550 zijn vader als hertog was opgevolgd, stond hij in 1553 Montbéliard af aan zijn oom George en diens nakomelingen.
Inmiddels was in 1506 de heerlijkheid Blamont verworven. In 1561 werden de heerlijkheden Clémont, Héricourt en Châtelot en in 1595 de heerlijkheid Franquemont verworven. De Reformatie werd in 1534 door graaf Georg ingevoerd.

## De oudere linie Württemberg-Montbéliard (1553-1593)
Het verdrag van Stuttgart van 4 mei 1553 droeg Montbéliard met Hurbourg en Riquewihr over aan de 55 jaar oude, ongehuwde graaf Georg. Op aandringen van de hertog Christof huwde hij in 1555 de 38 jaar jongere Barbara van Hessen. De uit dit huwelijk in 1557 geboren zoon Frederik zou hem in 1558 opvolgen. Hij werd opgevoed aan het Württembergse hof in Stuttgart en nam na zijn huwelijk in 1581 de regering van Monrbéliard in handen. Na het uitsterven van de hoofdtak in Württemberg in 1593, werd hij ook hertog van Württemberg, zodat beide staten weer in een personele unie waren verenigd.

## De jongere linie Württemberg-Montbéliard (1617-1723)
In 1617 stond hertog Johan Frederik van Würtemberg in het Fürstbrüderlichen Vergleich de landen Montbéliard, Horbourg en Riquewihr aan zijn broer Lodewijk Frederik af. De overdracht was volledig. Lodewijk Frederik en zijn nakomelingen voerden de titel van hertog van Württemberg-Montbéliard in tegenstelling tot de grafelijke titel van de oudere linie.
In de Dertigjarige Oorlog werd tijdens de regering van de minderjarige hertog Leopold Frederik het land bedreigd door de keizerlijk-Spaanse partij. De regent stelde het land daarom in 1633 onder de bescherming van Frankrijk, waarna zowel Frankrijk als Spanje een deel van het land bezetten. De hertogelijke familie was gedwongen het land te ontvluchten. In paragraaf 32 van de Vrede van Münster van 1648 werd de restitutie van Montbéliard en de Bourgondische lenen Clerval en Passavant geregeld.
Pas in 1650 vertrokken de vreemde troepen en kon het land weer in bezit genomen worden.
In 1654 kreeg het land een zetel en een stem op de Rijksdag.
Van 1676 tot 1679 bezette Frankrijk het land om militaire reden tot de Vrede van Nijmegen. Al in 1680 maakte Frankrijk aanspraak op de soevereiniteit en bezette het land opnieuw. De hertog weigerde de Franse aanspraken te erkennen en verliet het land. De administrator uit Stuttgart erkende de Franse aanspraken wel, zodat het land voor de dynastie behouden bleef. Na de Vrede van Rijswijk in 1697 werd de oude situatie hersteld. In 1700 kwamen er weer Franse troepen in het graafschap, die de protestantse dorpen rekatholiseerden. Daarnaast ontstond er onrust omdat hertog Leopold Eberhard een absoluut regeringssysteem ging invoeren. De hertog was niet bij machte zich tegen de Franse inmenging te verzetten en er waren ook grote financiële problemen. De regering in Stuttgart greep in en op 8 mei 1718 werd het Wildbader verdrag gesloten. Na de dood van de hertog zou het graafschap herenigd worden met Württemberg, waarna zijn familie een pensioen zou krijgen. De hertog hield zich echter niet aan dit verdrag en betrok Frankrijk in het conflict om zijn kinderen bij een bakkersdochter te laten opvolgen. De keizer verbood in 1721 de inwoners deze kinderen te gehoorzamen. Hertog Leopold Eberhard overleed in 1723, waarna het land aan de hoofdtak terug viel.

## Montbéliard in personele unie met Württemberg (1723-1795)
Frankrijk bleef de rechten opeisen in de vier heerlijkheden. In de Versailler Conventie van 10 mei 1748 werd het probleem opgelost. Württemberg erkende het Franse oppergezag over de nevenlanden en kreeg de gebieden daarop weer in bezit.

## Inname door Frankrijk
Op 10 oktober 1793 werd het graafschap bezet door de Eerste Franse Republiek. In de vrede van Parijs van 7 augustus 1796 werd het gebied afgestaan aan Frankrijk. Dat land kreeg er zo ruim veertig nieuwe, hoofdzakelijk Franstalige gemeenten bij: Abbévillers, Aibre, Allenjoie, Allondans, Arbouans, Audincourt, Badevel, Bart, Bavans, Bethoncourt, Bretigney, Brognard, Courcelles-lès-Montbéliard, Couthenans, Dambenois, Dampierre-les-Bois, Dasle, Désandans, Dung, Étouvans, Étupes, Exincourt, Fesches-le-Châtel, Grand-Charmont, Issans, Laire, Montbéliard, Nommay, Présentevillers, Raynans, Sainte-Marie, Sainte-Suzanne, Saint-Julien-lès-Montbéliard, Semondans, Sochaux, Taillecourt, Valentigney, Le Vernoy, Vieux-Charmont en Voujeaucourt.
Het gebied maakte achtereenvolgens deel uit van de departementen Haute-Saône (1793), Mont-Terrible (1796), Haut-Rhin (1800) en uiteindelijk Doubs (1816). Alhoewel het strikt genomen nooit een Franse provincie was - de provincies waren al afgeschaft toen Montbéliard in 1796 geannexeerd werd -, hoort het toch thuis in de lijst van voormalige zelfstandige provincies op het grondgebied van het huidige Frankrijk.